# Montserrat Ordoñez
Montserrat Ordóñez Vilá (Barcelona, 11 de noviembre de 1941 – Bogotá, 22 de enero de 2001) fue una escritora feminista, crítica literaria, investigadora, editora,  traductora y  docente de literatura.  
Su extensa producción crítica le permitió posicionarse como una de las figuras más importantes de Colombia y Latinoamérica a finales del siglo XX. 
Su línea de pensamiento es asociada a obras modernistas como La vorágine de José Eustasio Rivera y a autoras latinoamericanas como Soledad Acosta de Samper. Gran parte de su trabajo como crítica y editora gira en torno a la tradición literaria y se orienta, fundamentalmente, con enfoques feministas a la marginalidad del papel de la mujer.

## Biografía
Sus padres se conocieron durante la Guerra civil (1936 - 1939) en Barcelona. Su padre, colombiano, odontólogo de la Universidad Nacional, viajó a Barcelona mucho tiempo antes con su familia y empezó a trabajar allí en 1918. Su madre, catalana, nació y creció en una “masía”, la tradicional casa de campo, junto a la montaña de Queralt,  y se mudaría con una hermana a la ciudad.  Del matrimonio nació Montserrat y su hermano, dos años menor. 
Su padre  era un bon vivant, degustaba de las mujeres, la comida y la bebida. Su mamá era una mujer  bella e inteligente, que no se le escapaba nada, era cálida y muy maternal.
Tras hacer insostenible su  vida en España, en 1956 viajan a Colombia y se instalan en la ciudad de Bucaramanga.

### Infancia
A temprana edad comenzó a hablar y con un vocabulario que sorprendía a los adultos, además, sus primeros pasos los dio con autonomía. No le gustaba que la acosaran. De allí nace el respeto por su propio ritmo y también el entusiasmo y curiosidad que la acompañaron el resto de su vida. Desde pequeña se integró en el mundo adulto con facilidad pues con mucha propiedad opinaba sobre todo. Los amigos de su padre veían en Montserrat una excelente gracia y buena compañía. A lo mejor se debía a que fue la primera hija  de un padre de más de cuarenta años, con un grupo de amigos mayores, muchos sin hijos.
 

La lectura fue siempre una actividad natural en su vida, y fue su descanso y refugio, no solo su trabajo. Desde pequeña, gracias a que contaba con una gran biblioteca, leía siempre todos los libros que había en su casa, sin mayor censura por parte de los papás. Mucha poesía, colecciones completas de Espasa-Calpe y Aguilar. Pérez Galdós, Unamuno, Valle-Inclán, Blasco Ibáñez, Pereda, Casona, Palacio Valdés, Martínez Sierra. Su papá tenía una buena selección de literatura latinoamericana, y a los diez o doce años Montserrat estaba leyendo María, La vorágine, Doña Bárbara, Rubén Darío, Amado Nervo. Leía lo que caía en sus manos. También las colecciones juveniles, desde la Condesa de Segur y Enid Blyton hasta Julio Verne, Conan Doyle, Salgari, todos los de aventuras que le regalaban a su hermano y las novelas históricas. Sus favoritos eran Heidi, Mujercitas, La isla del tesoro, Cumbres borrascosas, Jane Eyre, Ivanhoe, Quo vadis, Ben Hur y El diario de Ana Frank. 
"Recuerdo que leía libros que me impresionaban mucho, pero no mostraba nada de lo que sentía para que no me los fueran a prohibir. Por ejemplo los cuentos de Edgar Allan Poe, Horacio Quiroga, Washington Irving y Oscar Wilde, que de cuentos no tenían nada y me daban un miedo terrible". 

### Escuela y juventud
Estudió desde quinto de bachillerato en un colegio de monjas  en Bucaramanga, Colegio Nuestra Señora de Loreto, a pesar de no practicar la fe de forma ferviente. Lo que aprendió de religión, lo aprendió más en el colegio que en la casa. Lo que más le gustaba era el teatro y el baile, los ensayos y las presentaciones. También tomaba clases de piano y ballet. Siempre tuvo conciencia de su inteligencia y eso jugó algunas veces en su contra. A veces, la acusaban de orgullosa, dominante y autosuficiente. Eso claro, entraba en conflicto con la humildad de la educación de monjas a la que fue sometida. Después, en su colegio de Bucaramanga, también de monjas, donde cursó quinto y sexto. Tenía que ocultar todo lo que sabía, que era aún más notorio que el hecho de ser o no inteligente. Allí, Ordóñez sabía más que sus profesoras. Para ella las monjas franciscanas tenían mala ortografía, no entendían lo que leían, no sabían lo que enseñaban y todo era siguiendo el libro y de memoria. Su deseo de hacer cosas importantes y llamar la atención no tenía límites. Al buscar apoyo para lograr seguir adelante, se encontraba con la misma respuesta vacía de que tenía una idea demasiado inflada de sí misma. Pese a su rechazo, hoy en día se ve su nombre impreso, en periódicos, afiches y libros recordando con gran admiración su gran labor como escritora.
"Esto de la inteligencia es un aspecto muy difícil en la época adolescente, cuando ni siquiera se sabe lo que es, ni cómo medirla. Seguramente en esa época era algo relacionado solo con las notas. Hoy tengo otra idea de lo que es la inteligencia, nada que ver con acumulación de conocimientos, ni con el éxito, ni la plata, ni la exhibición. La inteligencia es sabiduría en el sentido de saber vivir, de entender y querer a los demás, compartir y crecer. Es saber adaptarse, mantener siempre el interés por lo desconocido. Es ver relaciones entre cosas que aparentemente no tienen nada en común. Es la curiosidad, y el hacerse preguntas. Y vivir procesos y cambios, y estar siempre abierto a las sorpresas. Es una idea de inteligencia que incluye todo el cuerpo, no solo el cerebro. Eso parece muy abstracto, pero lo he ido aprendiendo con la vida, especialmente con un cierto horror que siento por los llamados intelectuales, por esa valoración exagerada de la lógica y la letra, como si los seres humanos estuviéramos cortados por la garganta y solo contara la cabeza".
Para Montserrat Ordóñez su vida en Bucaramanga representó un incómodo choque cultural y lo que más la afectó fue el cambio de valores. Pese a los esfuerzos de su padre para hacer de sus hijos auténticos colombianos, ella se sentía como Alicia a través del espejo, en un mundo incomprensible y al revés. Para la sociedad colombiana de esa época, una señorita debía ir maquillada, en tacones, medias largas, grandes armarios y tenía que aprender a bailar para las fiestas. Una mujer de veinte años era vieja, pues se planeaba casarse a los diecisiete o dieciocho años. El brillo del piso definía el valor de las amas de casa. Era todo un mundo de apariencias en el que las mujeres  vivían en función de cosas superfluas. De ahí en adelante, su única meta era salir y hacer una carrera. 

## Trayectoria
Desde muy niña supo que lo suyo sería la escritura, era algo que llevaba en sus genes, pues su abuela paterna había compartido la misma vocación. Pero cuando terminó el colegio, en 1958, en su casa no había los recursos suficientes para que fuera a Bogotá a estudiar. Ella admite que los peores años de su vida fueron entre 1959 y 1962. Una época de total desamparo. Trabajó como asistente de un profesor en la Universidad Industrial, como profesora de colegio, como vendedora en un almacén de decoración, y tomaba cursos de todo. Gracias a sus amigas en Barcelona logró conseguir trabajo au pair en Inglaterra. Allí se interesa por la política, por la historia, por el trópico, por las colonias y por los viajes. Además se encuentra con gente de otras religiones de las que aprendió y con ello acabó con el poco respeto que le quedaban por las prácticas católicas tal como las vio y vivió en Colombia. Descubre, con enorme sentido de liberación, lo que es vivir con una ética propia.
Luego de tres años en Europa, decide volver a Bucaramanga con fuerza y perspectiva. Trabajó seis meses como profesora de inglés en un colegio de la ciudad, y en 1966 viaja a Bogotá a presentar el examen de admisión a la Universidad de los Andes para estudiar Lenguas modernas.
Gracias a su necesidad innata de expresarse escribiendo, en la universidad se encuentra con profesores como Andrés Holguín que valoraron su escritura pues fue el primero que publicó artículos en Razón y Fábula hechos por ella. Al terminar su carrera en 1969, se queda trabajando en la universidad enseñando castellano, inglés, literatura y humanidades. Años más tarde viaja a Estados Unidos, en compañía de su pareja, Rodrigo Parra Sandoval, para hacer su maestría en Literatura Comparada en la Universidad de Wisconsin - Madison, en la época de los hippies, de la meditación trascendental, del yoga y la comida natural; con lecturas de marxismo, psicoanálisis y feminismo, fue un período de gran extroversión, de descubrirlo y de probarlo todo. Un año más tarde, cuando termina su maestría, consigue una beca para hacer el doctorado. Cumplió así con un máster, un doctorado y su tesis sobre Manuel Puig y la novela experimental en cuatro años y medio.
La carrera que estudió estaba dirigida a formar investigadores, críticos y teóricos, con un gran énfasis en historia literaria y crítica cultural. Hablaba tres idiomas: español, inglés y catalán. Allá aprendió portugués para estudiar literatura brasileña y meterse más en América Latina. Se dedicó a la narrativa —desde la épica clásica hasta la novela contemporánea— la novela de caballerías, el diario y la novela epistolar, la literatura fantástica y el realismo del siglo XIX, las rupturas de la modernidad con Joyce, Proust y Virginia Woolf. Virginia Woolf fue su gran modelo feminista. Trabajó también la teoría de la narrativa, la poesía y teatro del siglo XX.
Al regresar a Colombia, en 1978, volvió a enseñar en la Universidad de los Andes pero por poco tiempo. Ese mismo año, le ofrecieron un puesto en Carvajal como directora de la revista de Avianca y otros proyectos editoriales. Dejando de lado la literatura, para probar en el ámbito editorial, se hizo cargo durante 5 años de la revista y preparó ediciones de cómics, de Disney, del Hombre Araña y libros infantiles. También consiguió los derechos y publicó cuentos de escritores colombianos y latinoamericanos, como Antonio Di Benedetto, Pedro Gómez Valderrama, Víctor Giudice, Manuel Mejía Vallejo, Cristina Peri Rossi, Tomás Vargas Osorio, Rosario Ferré, Margarita Aguirre, Álvaro Cepeda Samudio, Ramón Vinyes, Silvina Bullrich, Carme Riera, Dalton Trevisan, Luisa Valenzuela, Rubem Fonseca. En 1981 publicó un cuento  de Álvaro Mutis, La muerte del estratega.
En 1982 regresa a su carrera académica como profesora de la Universidad de los Andes pues la literatura, definitivamente, era lo suyo, algo que tiene desde siempre y que no puede dejar, por nada ni por nadie. En 1985 fue a la Universidad de Pittsburgh como profesora Fulbright, y se actualizó en investigación y publicaciones sobre literatura latinoamericana. Escribió mucho, fue a congresos y dictó un curso sobre escritoras latinoamericanas, el primero que se dictaba en la Universidad; tema que le llevaría a comprobar el interés que tenía por la escritura feminista y los escritos de género. Desde entonces trabajó en lo que se llama la revisión del canon, la reescritura de la historia literaria, estudiando principalmente a escritoras.  Allí empieza a trabajar en su ensayo sobre La vorágine para el Manual de literatura colombiana.
En sus años de docencia tuvo el privilegio de ser profesora invitada en varias universidades extranjeras de Alemania, Inglaterra, Escocia y Estados Unidos, como la Universidad de Massachusetts, la Universidad de la Florida y Dartmouth College; en Germersheim dictó un seminario sobre José Eustasio Rivera y Álvaro Mutis. También se desempeñó como docente en las universidades Javeriana y Nacional de Colombia en la cátedra de literatura.
Se retiró de la Universidad de los Andes en 2000 y un año después falleció en la capital colombiana en enero de 2001.

## Estilo
Las distintas facetas del trabajo de Ordóñez comprueban su interés en realizar crítica literaria saliéndose de las nociones del texto autónomo. De tal manera abandona  la idea de que la tarea del crítico es descifrar el texto, y lo abirda como como creación cultural. La aproximación a los textos se da desde una posición personal proveniente de su papel como lectora, crítica, escritora,y, sobre todo, mujer. Según esta perspectiva,  afín a los estudios culturales de moda, entiende a la crítica como una reescritura de los textos y como una lectura de otros textos. Es de esta manera que se puede entender que los trabajos de Ordóñez surjan de  los temas sobre la tradición literaria, el cuestionamiento de la lectura y la posición del lector, la representación y el papel de la mujer y la escritura femenina. Sus estudios más conocidos son los realizados  sobre Soledad Acosta de Samper. 

### SobreLa Vorágine
Los estudios sobre uno de los grandes clásicos de la literatura colombiana se estructuraron a partir de un cuestionamiento de la manera en la que la crítica había tratado la obra hasta el momento. Examinando por un lado a Arturo Cova y por el otro la representación de las mujeres y los indígenas. Estos estudios se dan a partir de una interpretación de los personajes de la novela y la manera en la que se ha dado la recepción de la obra. Dejando claro la posibilidad de distintas lecturas que se pueden ofrecer de La vorágine.
Por un lado cuestiona el papel de la mujer como un otro, a partir de una lectura de género en la que se ven fortalezas y alternativas sobre la representación, en las cuales la misma mujer se desotrifica al evolucionar o solidarizarse. Por el otro, propone que la violencia que termina ganándole a Cova no es la de la selva, sino aquella que él ejerce sobre los demás, basado en la ideología y la creencia en  una superioridad de  su raza, clase, sexo, origen urbano y  poeta.
Sus trabajos más reconocidos sobre esta novela son La vorágine: textos críticos publicados por Alianza Editorial en 1987, con Olga Acevedo, y la edición anotada de la Colección Letras Hispánicas de Editorial Cátedra de Madrid, en 1991. Al igual que el ensayo sobre La vorágine para el Manual de literatura colombiana de Planeta y Procultura.

### Sobre Soledad Acosta de Samper
En su estancia en Pittsburgh, Ordóñez encontró un artículo sobre Soledad Acosta de Samper y se dio cuenta de que nunca la había leído. Por lo que se comunicó con Aída Martínez en el Fondo Cultural Cafetero para sugerir una colección o una revisión de algunos de los escritos de Soledad Acosta y de ahí salió el libro Soledad Acosta de Samper, una nueva lectura (1988).  Montserrat Ordóñez reconoció que trabajar temas como este no fue nada sencillo, debido a que en la academia no se consideraba central la conciencia de género. 
En su investigación sobre la obra de Soledad Acosta se puede reconocer su interés por las mujeres escritoras, y  por la tradición literaria. El trabajo de Ordóñez busca que se replantee el canon literario colombiano, para incluir en él la obra de mujeres como  Soledad Acosta. Las preguntas que conducen la investigación sobre la autora del siglo XIX son “¿Cuál es el aporte de su narrativa al proyecto de construcción nacional? ¿De qué voces y de qué perspectivas se vale para mediar sus mundos?... ¿Qué sucede entre los espacios públicos y los privados, entre el deseo erótico y el control social?”.
Alrededor de estas cuestiones realizó  en la Universidad de los Andes el proyecto de investigación “Soledad Acosta de Samper y la construcción de una literatura nacional”,  junto con Carolina Alzate y Beatriz Restrepo. Esta investigación se realizó entre los años 1998 y 2000, y se centró en la recopilación y organización de los textos de la primera etapa de Acosta (1859-1876). De este trabajo nace la reedición de Novelas y cuadros de la vida suramericana. 
La lectura que  Montserrat Ordóñez le da a los textos de Soledad Acosta permite una aproximación de lectura contemporánea. Partiendo, principalmente, de los silencios, la ironía, las transgresiones, los mundos simbólicos, la ambigüedad y la pluralidad de voces contenidas en la producción de Acosta. Igualmente se busca repensar el rol de la mujer en la construcción de nación. Otro elemento central que destacó  Ordóñez  sobre Acosta es la subjetividad, la cual se ve afectada por el uso de la voz ensayística, la voz de las cartas y el juego con el uso de seudónimos.

## Obras

### Producción crítica
La producción crítica de Ordóñez es bastante extensa. Existen dos libros que buscan reunir algunos de los ensayos menos conocidos de la crítica:  De voces y de amores (2005) y La escritura, ese lugar que me acompaña (2014). En el siguiente listado  se encuentran  los trabajos incluidos en los libros mencionados. 
- El oficio de escribir (2001)
- Edición anotada de La Vorágine de José Eustasio Rivera con la Editorial Cátedra (1990)
- La vorágine: textos críticos (1987)
- La vorágine: La voz rota de Arturo Cova
- Soledad Acosta de Samper. Una nueva lectura, publicado por el fondo cultural cafetero (1988)
- Soledad Acosta de Samper, una nueva lectura y el volumen de poemas
- Soledad Acosta de Samper, una nueva lectura y la construcción de una literatura nacional, esta obra fue publicada póstumamente
- Soledad Acosta De Samper:  ¿Un intento fallido de literatura nacional?
- Prólogo en Novelas y cuadros de la vida suramericana de Soledad Acosta de Samper
- De Andina a Soledad Acosta de Samper: identidades del sujeto femenino en el siglo XIX
- ¿Qué le debo a Virginia Woolf?
- Elisa Mújica novelista: Del silencio a la historia, por la palabra
- La secreta herida de Maqroll el Gaviero: La marca del centauro
- Gabriel García Márquez: Crónica de una muerte anunciada o la telaraña extendida
- Manuel Puig: la noche tropical cae temprano
- Julio Flórez, de flores y de sombras
- La historia perdida de Laura
- Hacia otra historia literaria y cultural
- Laura Restrepo, ángeles y prostitutas: dos novelas
- Encuentros tras desencuentros
- Clarice Lispector: la mirada múltiple
- Enigmas y variaciones, Luisa Valenzuela y Cristina Peri Rossi: en el límite de la crítica
- Blanca Wiethüchter, poesía del despojo
- Nueva crítica feminista en los estudios literarios de América Latina
- Joanot Martorell: Tirant lo blanc, siglos de erotismo
- Machado de Assis: adulterios de fin de siglo
- Dalton Trevisan: la noche de pasión del vampiro de Curitiba
- Álvaro Mutis
- Aurelio Arturo, poeta de poetas
- El asombro: ‘La historia de una hora’ de Kate Chopin
- Virginia Woolf o el proceso de vivir
- ¿Una colección de grandes escritoras?
- Metáforas de identidad
- Poetas chilenas en Roldanillo, Valle
- Instrucciones para mujeres: cómo pasar del dicho al hecho y escribir una tesis, un artículo, un libro, o nada
- ¿Otro libro?
- El oficio de escribir (a modo de conclusión)
- Barcelona
- Escribir un poco cada día
- Escribir literatura, un derecho humano
- Investigación y literatura
- Virginia Woolf o el proceso de vivir
- Cien años de escritura oculta: Soledad Acosta, Elisa Mújica y Marvel Moreno
- Memoria y poder en tres escritoras del Cono Sur: Luisa Valenzuela, Cristina Peri Rossi e Isabel Allende
- La voz de las poetas latinoamericanas
- Marjorie Agosín, Brujas y algo más
- La loba insaciable de La vorágine
- Experimento e innovación en el cuento latinoamericano del siglo XX
- Entrevista a Gregory Rabassa, traductor de escritores latinoamericanos
- En busca del macondo en el siglo XIX
- Brasas entre las espumas. La vorágine
- Molas, riqueza de una cultura expresada en diseño y color
- Una vida de pasiones: Josep Vinyes
- Entre mundos y fuera de lugar: monstruos entre espejos enfrentados
- Sobre las editoras académicas

### Producción literaria
- Ekdysis (1987) 29 poemas.
- De piel en piel (Ekdysis) Poemas, sombras, versiones (2002), en esta edición se incluyen los 29 poemas incluidos originalmente en el libro Ekdysis.

## Premio Montserrat Ordóñez
El premio otorgado por la Sección Colombia de la Latin American Studies Association (LASA) hace entrega de US $500.00 en reconocimiento a trabajos recientes que abran nuevos caminos y fortalezca una visión innovadora de las letras femeninas colombianas. El premio Montserrat Ordóñez se instituyó en honor a la profesora e investigadora, además, contribuye a la búsqueda de nuevos lenguajes de expresión literaria que continúen el proyecto de vida de esta escritora. Para este premio se aceptan etnografías, biografías, monografías, antologías, memorias y ensayos relacionados con la escritura femenina colombiana en español o inglés. En los casos de obras de ficción o poesía, estas deben ser parte de una edición crítica. 
El premio que se concede cada año par ha sido entregado a las siguientes obras: 
- 2012: Cuentan. Relatos de escritoras colombianas contemporáneas. Selección y prólogo de Luz Mary Giraldo. Editoras: Paloma Pérez, Claudia Ivonne Giraldo y Lucía Donadío. Medellín: Sílaba, 2010.
- 2014: Trauma, memoria y cuerpo: el testimonio femenino en Colombia (1985-2000). Constanza López Baquero. Tempe, AZ: AILCFH (Asociación Internacional de Literatura y Cultura Femenina Hispánica), 2012.
- 2016: La rebelión de las niñas: el Caribe y la "conciencia corporal". Nadia Celis Salgado. Editorial Iberoamericana. 2015.
- 2018: Women's Writing in Colombia. An Alternative History. Cherilyn Elson. Palgrave Macmillan. Series Breaking Feminist Waves: University of Reading. 2016.
- 2020: Cartografía de lo femenino en la obra de Marvel Moreno. Mercedes Ortega. Editorial Universidad del Norte. 2019